# Die goldene Schmiede
Die goldene Schmiede ist ein Lobgesang auf die Jungfrau Maria von Konrad von Würzburg aus dem 13. Jahrhundert. Im Werk hat der Autor die ganze Tradition der Marienverehrung der Jahrhunderte gesammelt und zu einem einzigen, großen Loblied verschmolzen. Daher erklärt sich auch der Titel des Textes: „In der ‚Schmiede’ seines Herzens will der Dichter ein Gedicht aus Gold schmelzen, ein Geschmeide mit Edelsteinen und ‚Karfunkel-Sinn’“. Es handelt sich um Konrads wichtigstes religiöses Gedicht.
Erstellungsdatum und Auftraggeber sind unbekannt.

## Ausgaben
- Konrad von Würzburg: Die Goldene Schmiede. Herausgegeben von Wilhelm Grimm. Karl J. Klemann, Berlin 1840 (online siehe auch Ausgabe 1816).